# サンクトペテルブルク条約 (1723年)
サンクトペテルブルク条約（サンクトペテルブルクじょうやく、ペルシア語: پیمان سن پترزبورگ、ロシア語: Петербу́ргский догово́р 1723）は1723年9月21日（グレゴリオ暦）に締結された、ロシア帝国とサファヴィー朝ペルシアの条約。

## 内容
条約により、1722年から1723年までのロシア・ペルシャ戦争が終結、サファヴィー朝はカフカース、南カフカース、現イラン北部にあたるデルベント（現ダゲスタン共和国領）、バクー、シルヴァン周辺（現アゼルバイジャン領）、ギーラーン州、マーザンダラーン州（現イラン領）をロシアに割譲した。
条約は、さらにサファヴィー朝のシャーによるロシアの平和維持部隊の受け入れを定めた。

## 概要
タフマースブ2世自ら派遣した使節イスマーイール・ベグ（Ismail Beg）が条約に署名した。
1724年4月にボリス・メシュチェルスキー（Boris Meshcherskii、プレオブラジェンスキー連隊の士官）が条約の内容を臨時首都ガズヴィーンに届けたとき、ガズヴィーンの住民はロシアの行動をよく知っており、暴力でメシュチェルスキー一行を脅した。
タフマースブ2世はメシュチェルスキーを歓迎したが、条約の批准を拒否した。
これはペルシア領を占領していたロシア軍が小規模すぎて、1720年代の混乱を経たペルシアにも脅威にならないことを見抜いた上での決定であり、さらにそのような小部隊ではアフガン人反乱軍の鎮圧でも役に立たなかった。また、タフマースブ2世がロシアとオスマン帝国の秘密交渉（コンスタンティノープル条約も参照）に気づいていた可能性もある。
条約に署名したイスマーイール・ベグは逃亡を余儀なくされ、20年後に追放先のアストラハンで死去した。
この頃より台頭してきたナーディル・クリー・ベグはロシアのアンナ女帝の治世中に1732年のラシュト条約と1735年のギャンジャ条約を締結してサンクトペテルブルク条約で失った領地を奪還した。